# Pieter Van Huffel

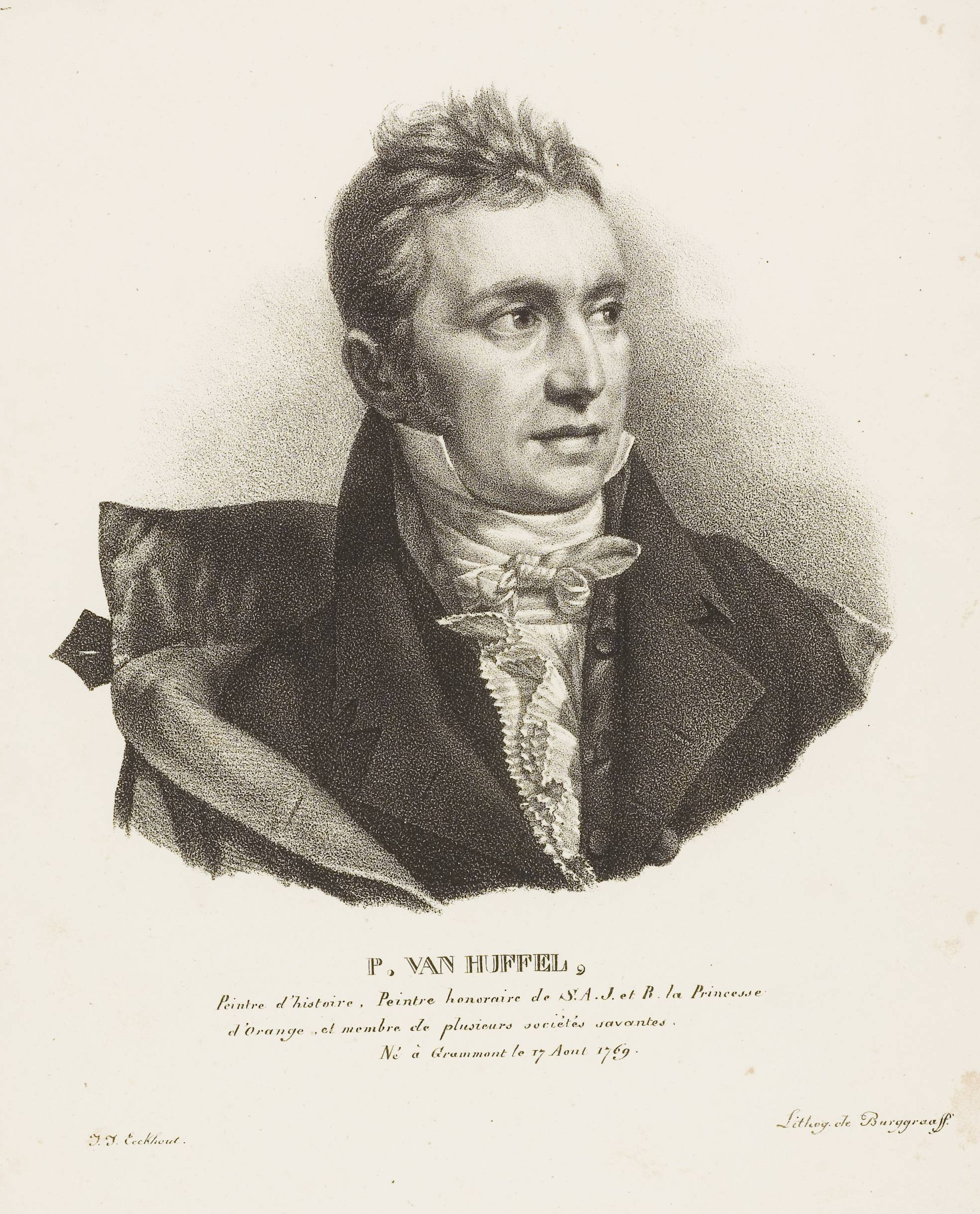
Pieter Van Huffel

Pieter Van Huffel, auch Pierre Guillaume Jean van Huffel bzw. Peter van Huffel (* 17. August 1769 in Geraardsbergen; † 12. August 1844 in Gent) war ein belgischer Porträt- und Historienmaler sowie Industrieller.

## Leben
Pieter Van Huffel wurde 1769 als Sohn von Ambroise-François Van Huffel und Caroline Sergeant geboren.
Seine erste Zeichenausbildung erhielt er bei seinem Onkel Pierre Canivé, einem Maler und Restaurator in seiner Heimatstadt. Es folgten Kurse an der Königlichen Akademie der Schönen Künste in Gent. Hier gewann er bereits erste Preise in den Jahren 1786 und 1788. Für sieben Jahre war er danach in Antwerpen und Mechelen bei dem Maler Willem Jacob Herreyns (1743–1827). Im Jahr 1798 verbrachte er einige Monate in Paris, um speziell durch das Kopieren der alten Meister im Louvre zu lernen. Für eine kurze Zeit arbeitete er hier auch im  Atelier Jacques-Louis Davids.
Nach seinen Studienjahren wurde Pieter Van Huffel in Gent ansässig. Er war 1796 erstmals auf dem Salon in Gent vertreten mit zwei religiösen Werken „der sterbende Jesus Christ“ und „Sainte Agnes“. Danach stellte er bis 1832 regelmäßig dort aus. 1805 wurde er zum künstlerischen Direktor und 1814 zum Professor an der Akademie in Gent berufen. Im Jahre 1811 wurde er zum ständigen Präsidenten der Société des Arts in Gent ernannt, die er im Jahre 1808 mit anderen Künstlern gegründet hatte. 1810 wurde er durch den Genter Bürgermeister zum Kurator des dortigen Kunstmuseums berufen.
Während der französischen Besetzung Gents (1795–1815) wurde er auch als Unternehmer tätig. Er eröffnete 1810 eine eigene Baumwollspinnerei an der „Gentse Oude Vest“. In seiner Fabrik war eine der ersten Dampfmaschinen der Genter Baumwollindustrie installiert. Die Spinnerei wurde später durch seine Schwiegersöhne weitergeführt. Heute beherbergen die Gebäude das Museum industrieller Archäologie und Textilien (MIAT) Gent. Nach 1815 war er auch in der lokalen Politik aktiv, zwischen 1817 und 1824 als Genter Gemeinderatsmitglied.
Für die Den Haager Privatkapelle der Prinzessin von Oranien, Großfürstin Anna Pawlowna, fertigte Van Huffel mehrere Werke. Im Juni 1819 erhielt er in seinem Atelier den Besuch des niederländischen Prinzenpaares Wilhelm von Oranien-Nassau und Anna Pawlowna. Er wurde zum Ehrenmaler der späteren Königin der Niederlande ernannt. Zur gleichen Zeit wurde er korrespondierendes Mitglied der Königlichen Akademie der Bildenden Künste in Den Haag.
Pieter Van Huffels Œuvre bestand hauptsächlich aus Porträts und historischen Motiven, für verschiedene Kirchen in Gent fertigte er auch mehrfach christlich-religiöse Werke. Van Huffel starb 1844 wenige Tage vor seinem 75. Geburtstag.
Seit 1816 war er korrespondierendes Mitglied der Königlich Niederländischen Akademie der Wissenschaften (Koninklijk Instituut).

## Familie
Pieter van Huffel war seit 1797 verheiratet mit Marie-Antoinette Van Damme, das Paar hatte vier Kinder:
- Flavie-Mélanie (1799–1872), verheiratet mit Louis Ceuterick
- Marie-Camille-Caroline (1801–1881), verheiratet mit Pierre-Eugène-Charles Guéquier
- Eugène-Barthélémy-Charles (1803–1859), verheiratet mit Ida-Marie De Ruyck
- Gabrielle-Joséphine (1806–1888), verheiratet mit Napoléon-Liévin-Bernard de Pauw

## Werke (Auswahl)
- Porträt des Napoleon Bonaparte, 1807, als erster Konsul der Französischen Republik[3]
- Porträt des Johann Heinrich von Frankenberg, 1793, Kardinal in Mechelen
- Porträt des Maurice de Broglie, 1808, Bischof in Gent
- Porträt des Fallot de Beaumont, 1813, Bischof in Gent
- Porträt des John Quincy Adams, 1815, US-amerikanischer Diplomat und späterer sechster Präsident der Vereinigten Staaten[4]
- Het bezoek van de latere koning Willem II. (1792–1849) aan de textielfabriek van Jan Rosseel in Gent, 1817
Der Besuch des späteren Königs Willem II. in der Textilfabrik von Jan Russeel in Gent[5]
- Voorstelling van de H. Maagd in den tempel, 1817, Darstellung der Jungfrau im Tempel, 1817 mit der Goldmedaille der Genter Akademie ausgezeichnet
- Mehrere Bilder für die Privatkapelle der Großfürstin Anna Pawlowna in Den Haag, darunter: de Engel Gabriël, Maria, Moeder Gods, Christus met Kruis, Maria Magdalena, Simeon met het Christuskind, Mozes (alle 1818/19)